# Kastenbrust

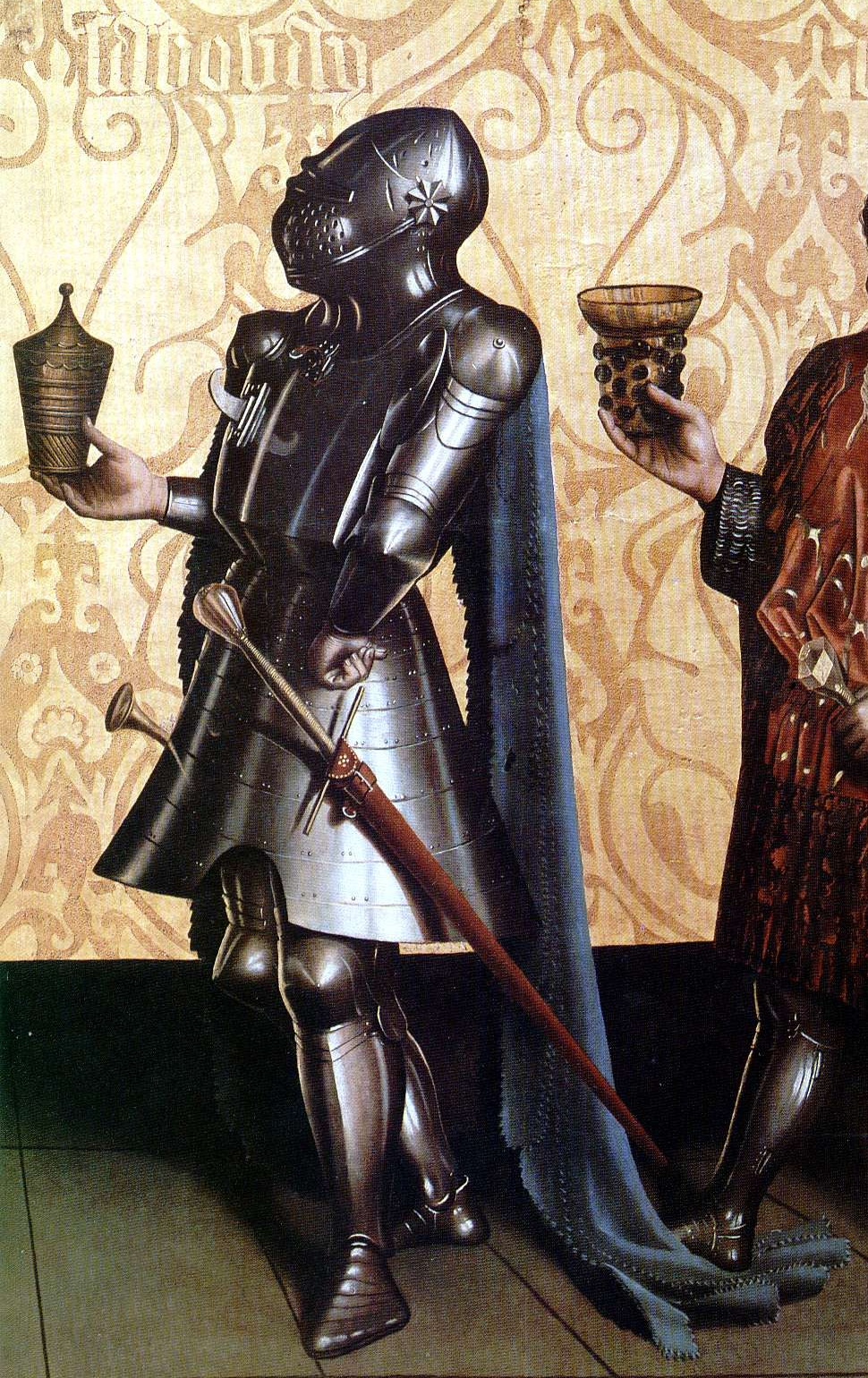
Ausschnitt aus dem Gemälde Sabobai und Benaja von Konrad Witz aus dem Jahr 1435. Es zeigt einen Ritter, der einen Kastenbrustharnisch trägt.

Die Kastenbrust (auch Kastenbrustharnisch genannt) ist eine deutsche Form des Plattenpanzers aus der ersten Hälfte des 15. Jahrhunderts.
Als die ersten Vollharnische Ende des 14. Jahrhunderts aufkamen, waren diese zunächst recht grob und kantig. So verwundert es nicht, dass die ersten Brustpanzer im deutschen Sprachraum als „Kastenbrust“ bekannt waren. Diese frühen Brustpanzer verjüngten sich zur Taille hin abrupt, was im Europa des späten 14. Jahrhunderts als modisch empfunden wurde. Bereits in der ersten Hälfte des 15. Jahrhunderts kamen von Italien ausgehend Plattenpanzer mit abgerundeten Formen auf. Die italienischen Harnische waren in der Regel asymmetrischer als die im Heiligen Römischen Reich produzierten. Charakteristisch war ihr wuchtiges Erscheinungsbild.
Die Kastenbrust war im Heiligen Römischen Reich weit verbreitet, bevor der Gotische Plattenpanzer erfunden wurde.

## Überlieferung
Auf Gemälden, Illustrationen und Statuen sind Katenbrüste aus der ersten Hälfte des 15. Jahrhunderts häufig überliefert, demgegenüber sind nur wenige Originale erhalten.
Gegenwärtig sind lediglich zwei Rüstungen bekannt, die sich dem Typ der Kastenbrust zuordnen lassen. Eine davon, die um 1440 gefertigt wurde, wird im Wiener Museum ausgestellt.
Im Berliner Zeughaus konnte eine weitere Brustplatte als Kastenbrust identifiziert werden. Im Jahr 1906 hatte das Museum für Deutsche Geschichte in Berlin (heute Deutsches Historisches Museum) eine Brustplatte aus der Toerringschen Rüstkammer auf Schloss Jettenbach erworben, welche um 1520 datiert worden war und seitdem im Depot verwahrt wird. Im September 2007 fiel bei Recherchearbeiten im Depot des Zeughauses das eigenartige Stück auf. Die Brustplatte wurde fotografiert und vermessen. Bei der Analyse der Bilder wurde klar, dass es sich bei dem vorliegenden Objekt um ein frühes Beispiel einer Kastenbrust aus den 1430er Jahren handelt.